# 中德人权对话
中德人权对话是中華人民共和國和德国之间在人权领域的外交對話機制，是两国政府“法律交流与合作”的长期项目。
- 人权对话每年举行一次，第一届对话于1999年由当时的德国总理施罗德与当时的中国总理朱镕基共同发起。
- 1999年至2004年，中德两国举办了六届人权对话。
- 2005年10月28日，中德第七届人权对话在北京举行，以宪法、法律与人权保障为主题。对话由中国人权发展基金会、中国国际交流协会、德国艾伯特基金会共同举办。[1]
- 2007年9月21日，德國總理梅克爾在總理官邸會見西藏精神領袖第十四世達賴喇嘛表示支持西藏文化自治，是現任總理正式會見達賴之首次。雖面臨中國政府之威脅，梅克爾在接受德國媒體採訪時針鋒相對地表示：「我是德國總理，我有權決定在哪裏和誰見面。不會因為對華貿易關係而在原則問題上妥協讓步。」梅克爾於2008年3月藏區流血衝突發生之際即表示未來還會再接待到訪的達賴喇嘛。[2][3][4][5]中国取消了原定于当年12月举行的年度人权对话。[6]
- 2008年，德國外長史坦麥爾表示，德國希望北京「尽快」與達賴喇嘛的代表展開下一輪的對話，而且「有針對性的達成目標」，讓西藏的宗教和文化得以保存。[7]
- 2010年7月28日，第八届人权对话在柏林开始举行。死刑和人权问题这届对话主题。[8]德國就西藏和新疆抗議活動遭軍事鎮壓事件向中方明確指出，非暴力的政治訴求不應受到鎮壓，而中國政府對此採取過分嚴厲措施，德方不同意這種鎮壓手段。[9]
- 2011年7月19日，第九次中德人权对话在贵州省贵阳市举行。[10]

## 評論
德國綠黨联邦议会党团在一份战略文件中表示德中之间进行多年的法治国家对话以及人权对话缺乏明确的目标以及检验的标准，这样的对话也应该向公民社会开放。